# Stefan Uteß
Stefan Uteß (ur. 31 października 1974) – niemiecki kajakarz, kanadyjkarz. Brązowy medalista olimpijski z Sydney.
Zawody w 2000 były jego jedynymi igrzyskami olimpijskimi. Po medal sięgnął w kanadyjkowej dwójce na dystansie 1000 metrów, osadę tworzył również Lars Kober. Zdobył dwa brązowe medale mistrzostw Europy w kanadyjkowej dwójce na dystansie 1000 metrów w 1997 i 2004. 